# スパーク (スーパーマーケット)
スパーク（スパーク、英語:Spark）は、株式会社スパークが経営するスーパーマーケットチェーン。

## 概要
本部は広島県広島市西区商工センターにある。広島の物産を扱う「長崎屋」（東日本を中心に「サンバード長崎屋」を展開している長崎屋とは無関係。）のスーパー部門として設立された。現在も長崎屋の店舗は広島本通商店街にある。最近は競合相手のイズミの撤退した店舗の跡地に出店するケースが多い。

## 経営理念
- お客様の豊かな暮らしと健康に奉仕します。[6][1]
- 社員の豊かな未来の実現に向かって邁進します。[6]
- 会社の信用と業績の高揚に努めます。[6]

## 組織図
- 運営部[7]
- 商品部[7]
- 物流部[7]
- 店舗開発部[7]
- 財務経理部[7]
- 情報システム部[7]
- 営業企画室[7]
- 経営企画室[7]
- 販売促進部[7]
- 人事教育部[7]

## 沿革
- 1892年（明治25年） - 創業[2]。
- 1959年（昭和34年） - 株式会社長崎屋が設立[2]。
- 1963年（昭和38年）- 株式会社長崎屋のスーパーマーケット部門として、スパーク吉島店が開店[2]。
- 1967年（昭和42年）- スパーク五日市店が開店[2]。
- 1969年（昭和44年） - スパーク観音店が開店[2]。
- 1970年（昭和45年） - スパーク府中店が開店[2]。
- 1976年（昭和51年） - スパーク江波店が開店[2]。
- 1977年（昭和52年）- スパーク中山店が開店[2]。
- 1978年（昭和53年） - スーパーマーケット部門を分離して、株式会社スパークが設立[2]。
- 1979年（昭和54年） - スパークニュー庚午店が開店[2]。
- 1982年（昭和57年）- スパーク浜田店が開店[2]。株式会社スパークのノンフード事業部として、ディスカウントストアーモックが開店。
- 1985年（昭和60年）- 長崎屋本店が改築。
- 1987年（昭和62年）- スパークサンベルモ店が開店[2]。
- 1995年（平成7年）- スパーク堺町店が開店。
- 2000年（平成12年） - スパーク瀬野川店が開店。
- 2001年（平成13年）- スパーク堺町店が24時間営業を開始[2]。
- 2002年（平成14年）- スパーク廿日市店が開店[2]。スパーク府中店とスパーク浜田店が24時間営業を開始。
- 2003年（平成15年）- スパーク江波店・観音店・中山店・五日市店・瀬野川店・吉島店が24時間営業を開始。スパークプロセスセンターが竣工し、スパーク中山店とモックを統合し、新中山店として移転リニューアルオープン（跡地はダイソー中山店に。）[2]。スパーク佐方店・光南店が開店[2]。
- 2006年（平成18年）- イズミ観音店跡地にスパーク空港通り店が開店。イズミ中島店跡地にスパーク中島店が24時間営業で開店。スパーク鷹の巣店が開店。フラワープロセスセンターが竣工[2]。
- 2007年（平成19年）- 五日市駅前のゲームセンター跡地にスパーク五日市駅・アヴィーユボウルが開店[2]。
- 2016年（平成28年）
  - 2月26日 - 花屋「プチブーケ」が開店[8]。
  - 9月1日 - スパーク大町店が24時間営業で開店[9]。
  - 9月15日 - スパーク鈴が峰店が24時間営業で開店[10]。
- 2021年（令和3年）
  - 1月31日 - スパークアルパーク店が閉店[11]。
  - 11月28日 - スパーク大町店が閉店[12]。
- 2024年（令和6年）
  - 8月31日 - スパーク中島店が閉店。

## 店舗

### 長崎屋
- 広島県広島市中区本通6-8[5]

### スパーク

#### 広島市中区
- スパーク江波店（24時間営業）[13]
- スパーク光南店（24時間営業）[13]
- スパーク堺町店（24時間営業）[13]

#### 広島市南区
- スパーク御幸の杜店[13]

#### 広島市西区
- スパーク観音店（24時間営業）[13]
- スパーク庚午店[13]
- スパーク鈴が峰店[10][13]

#### 広島市佐伯区
- スパーク五日市店（24時間営業）[13]
- スパーク五日市駅前店（24時間営業）[13]
- スパーク佐方店

#### 広島市東区
- スパーク中山店（24時間営業）[13]

#### 安芸郡府中町
- スパーク浜田店（24時間営業）[13]

- こいこい市場[13]

#### 廿日市市
- スパーク鷹の巣店[13]

- スパーク廿日市店（24時間営業）[13]

### アヴィーユボウル
- 広島市佐伯区吉見園[14]

## かつて存在した店舗
- スパーク吉島店 - 跡地は老人ホーム。
- スパーク瀬野川店 - 跡地はスーパードラッグひまわり瀬野川店。
- スパークサンベルモ店 - 跡地はマックスバリュ牛田店。
- スパーク空港通り店 - 跡地は自動車販売店。
- スパークアルパーク店 - 2013年（平成25年）2月28日に閉店したマダムジョイアルパーク店跡地に同年4月25日に開店したが[13]、2021年（令和3年）1月31日に閉店した[15][11]。
- スパーク大町店 - 2016年（平成28年）9月1日に開店したが[9] 、2021年（令和3年）11月28日に閉店した[12]。
- スパーク中島店

## 出店計画があった店舗
- スパーク三篠店 - 広島市西区三篠町において2012年（平成24年）7月の開店を目指していたが、計画を断念した[16]。